# Scopoides nesiotes
Espèce
Synonymes
- Megamyrmecion nesiotes Chamberlin, 1924

Scopoides nesiotes est une espèce d'araignées aranéomorphes de la famille des Gnaphosidae.

## Distribution
Cette espèce se rencontre aux États-Unis en Californie et en Arizona et au Mexique en Basse-Californie et en Basse-Californie du Sud,,.

## Description
Les mâles mesurent 4,74 mm en moyenne et les femelles 6,30 mm. 

## Publication originale
- Chamberlin, 1924 : The spider fauna of the shores and islands of the Gulf of California. Proceedings of the California Academy of Sciences, sér. 4, vol. 12, p. 561-694 (texte intégral).